# Саломе (співачка)
Марія Роса Марко (ісп. Maria Rosa Marco; нар. 21 червня 1939 року, Барселона, Іспанія) — іспанська співачка. Представляла Іспанію на «Євробаченні-1969», на якому перемогла з піснею «Vivo cantando».

## Дискографія
- 1963: Quizás
- 1966: Libre
- 1969: Vivo cantando
- 1971: Esperare
- 1973: Mi madre
- 1977: Benvingut
- 1981: El tiempo es oro
- 1984: Com el vent / Como el viento
- 1989: Volver
- 1993: Loca de amor
- 1996: Mariner / Marinero
- 2001: Lo Haré Por Ti